# Каша (Италия)
Ка́ша (итал. Cascia) — коммуна в Италии, располагается в регионе Умбрия, подчиняется административному центру Перуджа.
По данным Национального института статистики, население коммуны, на 01.01.2023 года, составляло 2965 человек, плотность населения ─ 16,40 чел./км². Коммуна занимает площадь 180,83 км². Почтовый индекс — 06043. Телефонный код — 0743.
Покровителем населённого пункта почитается Святая Рита Кашийская. Праздник ежегодно празднуется 22 мая.

## Климат
Согласно климатической классификации итальянских муниципалитетов, Каша входит в зону Е, количество градусо-дней составляет 2452.